# Disque Denúncia
O Disque-Denúncia é um serviço de combate ao crime, operacional em alguns estados no Brasil.
O programa foi concebido no Rio de Janeiro, no ano de 1995, quando a cidade vivia uma dramática onda de violência. A convite do Movimento Rio de Combate ao Crime (MOVRIO), entidade civil que arrecada doações privadas para dividir com o Governo do Estado os custos do programa, José Antônio Borges Fortes, Zeca Borges, engenheiro civil formado pela UFRJ, com experiência de quase três décadas no mercado financeiro, idealizou um serviço de atendimento telefônico que disponibilizasse ao cidadão um meio para canalizar sua indignação, levando-o a colaborar com a polícia, contribuindo para a integração entre esta e os cidadãos. Desse modo, qualquer cidadão pode ajudar as autoridades a combater o crime, e a segurança pública passa a ser uma questão não apenas de polícia, mas de cidadania.
Inspirado no similar estadunidense "Crime Stoppers", o projeto brasileiro foi baseado nas seguintes exigências:
- garantia do anonimato do denunciante;
- garantia de que, mesmo sendo financiado parcialmente com fundos públicos, não sofreria qualquer ingerência política (todos os funcionários são terceirizados);
- garantia de que o programa não fosse subordinado à Polícia.

Implantado em agosto de 1995, no ano de 2006 totalizou a marca de um milhão de chamadas. A média diária de ligações subiu de cento e vinte em 1995 para picos de seiscentas em 2006.
O programa é desenvolvido com uma Central Telefônica, de número (21) 2253-1177, com doze postos de atendimento, que opera vinte e quatro horas por dia.
Em três turnos de oito horas diárias, cada informação telefônica é digitada, ganha um número e o denunciante recebe uma senha - para que possa acompanhar a evolução das investigações. A denúncia é então encaminhada para averiguação pela Polícia Civil, pela Polícia Federal, pela Polícia Militar, ou pelas respectivas Corregedorias, caso envolvam policiais. Após isso é arquivada em um banco de dados que reunia, em 2006, mais de quatro milhões de informações. Esses dados permitem traçar retratos relativamente precisos da criminalidade por tipologia, freqüência e área de ocorrência.
Os resultados deste trabalho são passados para a mídia, com o objetivo de mostrar a importância e eficácia do serviço.
O sucesso do projeto pioneiro estimulou a criação de outros:
- Em 2000 iniciaram-se as operações do Disque-Denúncia de Pernambuco;
- Em outubro de 2001, as do Espírito Santo;
- Em fevereiro de 2002 as do de Campinas (São Paulo);
- Em 2005 as do de Salvador (Bahia)

O serviço pode ser utilizado também em caso de suspeita de golpes. Como o golpe do falso sequestro, onde o golpista afirma ter sequestrado alguém de sua família. Se a pessoa suspeitar deste golpe, pode ligar para o Disque Denúncia, para que o caso seja encaminhado para os órgãos competentes.
Um dado curioso é que, na maioria dos casos o denunciante não está em busca da recompensa que, em alguns casos, é oferecida, e sim movido pela indignação pela ação dos criminosos ou sensibilizado pela dor das vítimas, recusando-se a receber o dinheiro.

## Disque Denúncia 100
Ainda estimulado pelo sucesso do projeto iniciado no Rio de Janeiro, o governo federal introduziu um serviço especializado em denúncias sobre violações dos direitos humanos  com enfoque em crianças, adolescentes, LGBT, pessoas idosas, pessoas com Deficiencia, Dentre os principais crimes está a exploração sexual contra crianças e adolescentes, o disque-denúncia acaba recebendo também denúncias de outros tipos de violência e até de crianças desaparecidas. 
As denúncias são encaminhadas aos órgãos competentes, em até 15 dias. O serviço funciona das 24h por dia, inclusive finais de semana e feriados, bastando apenas digitar 100 no telefone fixo ou móvel. A chamada é gratuita.
Se o crime da qual você tem conhecimento foi cometido por uma página da internet o modo mais rápido é por meio do endereço: Humanizaredes.gov.br

## Disque Denúncia estaduais
Além do número 190 para ações emergenciais e do número das secretarias de segurança pública, poucos estados ainda não possuem um único número para denúncia de crimes.
- Acre : As denúncias podem ser feitas pelo site do governo do Acre. 0800-647-4300 (serviço de denúncia de crimes eleitorais).
- Alagoas: 181
- Amapá: 181
- Amazonas: 147 ou 0800 92-0500
- Bahia: 181
- Ceará: 185 ou (85) 433-8100
- Distrito Federal: 147 ou (61) 323 88 55
- Espírito Santo: 181
- Goiás: (62)271-7000
- Maranhão:  147, 0800 90-0147 ou (98) 243-3321
- Mato Grosso: 147 ou 0800 65-3939
- Mato Grosso do Sul: 181
- Minas Gerais: 0800-305000 ou 181
- Pará: 181 [2]
- Paraíba: 147 ou (83) 213-9071
- Paraná: 147 ou 0800 41-0090, de segunda a sexta-feira das 8h30 às 18h30.
- Pernambuco: (81) 3421-9595 ou (81) 3719-4545
- Piauí: 0800 280-5013
- Rio de Janeiro: (21) 2253-1177
- Rio Grande do Norte: 0800 84-2999
- Rio Grande do Sul: (51) 3288-5100
- Rondônia: 0800 647-1016, atende das 7h30 às 19h.
- Roraima: 0800 280-9518
- Santa Catarina: 181
- São Paulo: 181, (11) 3272-7373 (para o estado de São Paulo), 0800 15-6315 (atende a todo o território brasileiro)
- Sergipe: 181
- Tocantins: 0800 63-1190